# Wolfgang Eugen Halm

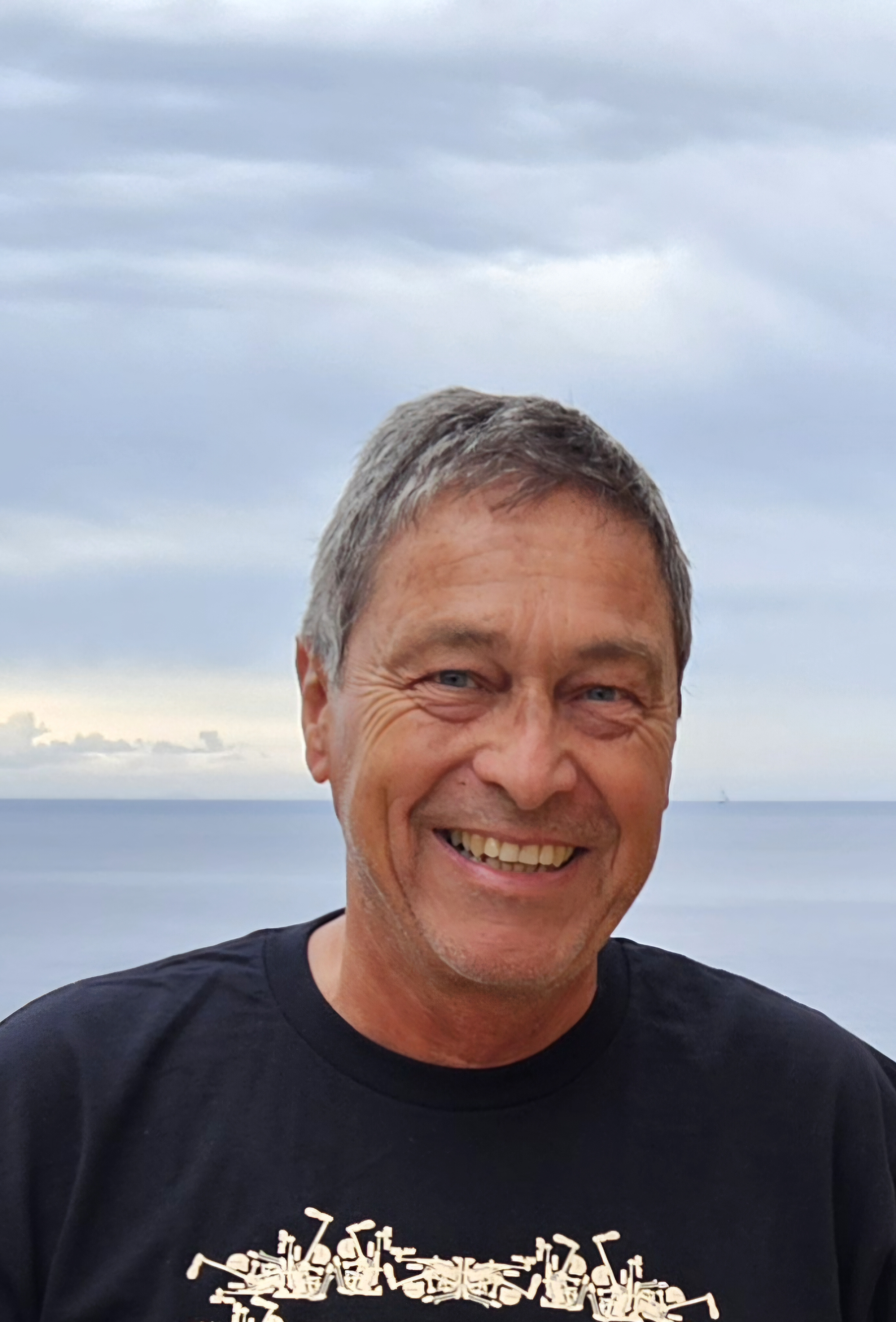
Wolfgang Halm (September 2024)

Wolfgang Eugen Halm (* 1956, genannt Wolfgang Halm oder Wolfgang E. Halm) ist ein deutscher Rechtsanwalt, Verfasser und Herausgeber versicherungs- und verkehrsrechtlicher Literatur.

## Leben
Wolfgang Halm studierte in Köln Rechtswissenschaften. Sein zweites Staatsexamen legte er 1985 in Düsseldorf ab und erhielt im selben Jahr die Zulassung als Rechtsanwalt. In Köln ist er nach wie vor als Rechtsanwalt tätig und regelmäßiger Teilnehmer des Deutschen Verkehrsgerichtstags in Goslar. Im Verlag Heinrich Vogel bearbeitete er seit 1991 das Loseblattwerk Das Unternehmen Fahrschule.
1995 wurde er Vertragsanwalt des ADAC Nordrhein und 2006 Fachanwalt für Verkehrsrecht. Von 2009 bis 2019 war Halm Regionalclubsyndikus des ADAC Nordrhein.
In den vom Klaus Himmelreich im Werner-Verlag herausgegebenen Jahrbüchern Verkehrsrecht 1998, 1999 und 2000 bearbeitete er die umfangreichen Rechtsprechungsübersichten der jeweiligen Jahre.
Mehrere Jahre publizierte er in der im Verlag C. H. Beck München erscheinenden Fachzeitschrift Neue Zeitschrift für Strafrecht (NStZ) gemeinsam mit Klaus Himmelreich die einmal im Jahr erschienene Rechtsprechungsübersicht zum Verkehrsstraf- und Ordnungswidrigkeitenrecht.
In der im Nomos Verlag erscheinenden Fachzeitschrift SVR publizierte Halm als Mitglied der Schriftleitung zunächst bis 2006 eine umfassende jährliche Übersicht zum Versicherungsverkehrsrecht. Nachdem er 2007 Mitglied im Beirat der vom ADAC herausgegebenen Zeitschrift Deutsches Autorecht (DAR) geworden war, erscheint diese jährliche Übersicht bei DAR, inzwischen gemeinsam mit dem Rechtsanwalt Michael Fitz.

## Ehrenamtliche Tätigkeiten
Seit Dezember 2020 ist Wolfgang Halm Vorsitzender im Ehrenhof des ADAC München und seit 2021 stellvertretender Vorsitzender des Ehrenrats des ADAC Nordrhein in Köln.

## Publikationen
- Himmelreich/Halm, Handbuch Verkehrsrecht, 7. Auflage, ISBN 978-3-472-09580-4
- Staudinger/Halm/Wendt, Versicherungsrecht, 3. Auflage, ISBN 978-3-8487-7626-9
- Halm/Kreuter , AKB-Kommentar, 3. Auflage, ISBN 978-3-472-09568-2
- Halm/Staab/Balke, Handbuch der Kfz-Schadensregulierung, 6. Auflage, ISBN 978-3-472-09865-2
- Halm/Engelbrecht/Krahe, Handbuch des Fachanwalts Versicherungsrecht, 6. Auflage, ISBN 978-3-472-09516-3
- Himmelreich, Jahrbuch Verkehrsrecht 1998, Übersicht Verkehrsrecht, ISBN 3-8041-2077-6
- DAR 11/2007, S. 617, Versicherungsrechtliche Konsequenzen der Unfallflucht
- DAR 2/2014, S. 66, mit Ulrich Staab, Aktuelle Rechtsprechung zum Betrug in der Kfz-Haftpflichtversicherung
- DAR 9/2005, S. 481, mit Martin Steinmeister, Wechselwirkungen zwischen Arbeitsrecht und Straßenverkehr
- DAR 2/2004, S. 71, mit Petra Scheffler, Schmerzensgeldrente und Abänderungsklage nach § 323 ZPO